# Sakura (Chiba)
Sakura (佐倉市; -shi) é uma cidade japonesa localizada na província de Chiba.
Em 2003 a cidade tinha uma população estimada em 172 242 habitantes e uma densidade populacional de 1 662,73 h/km². Tem uma área total de 103,59 km².
Recebeu o estatuto de cidade a 31 de Março de 1954.
Chiba é uma cidade conhecida por sua grande influência samuralica da época Meiji. Praticamente todas as crianças de sexo masculino da cidade têm aulas de Kendo, Kejutsu ou Iaijutsu. Há torneios a cada semestre aonde somente os melhores Kendokas participam na categoria Dark Tournament. Claro que os combates são todos executados com espadas de bambu, existindo várias outras categorias para todos participarem. O torneio dura mais ou menos um mês e as notas são dadas por pontuação do Kenjutsu e também pela beleza dos movimentos.